# 圖昆圖納
10°29′55″N 1°22′32″E / 10.49861°N 1.37556°E
圖昆圖納（法語：Toucountouna）是貝寧的城鎮，位於該國西北部，由阿塔科拉省負責管轄，面積1,600平方公里，海拔高度413米，2013年人口39,779，人口密度每平方公里25人。